# Сана
Сана (варианты ударения: Сана́ и Са́на; араб. صنعاء‎ [sˤɑnʕaːʔ]) — столица и крупнейший город Йемена. Сана является одним из старейших постоянно населённых городов и одной из самых высоко расположенных столиц в мире (2200 метров над уровнем моря). Население — 2 575 347 человек (2012).
В 1986 году Старый город Саны был внесён в список всемирного наследия ЮНЕСКО, имеет отличительный архитектурный характер, особенно выраженный в многоэтажных зданиях, украшенных геометрическими узорами. В результате вторжения в Йемен с 2015 года сил саудовской коалиции Старый город подвергся разрушениям.

## Этимология
Сана — древний город, основанный на рубеже новой эры. Топоним имеет южноарабское происхождение и означает «прочная, укреплённая постройка».

### Современное нормативное русское название
В 1966 году были официально утверждены правила по русской передаче арабских географических названий. Согласно правилам транскрипции город должен называться «Санъа́» (араб. صنعاء‎). Однако за городом сохранена традиционная форма названия «Сана». В 1986 году в Словаре географических названий зарубежных стран также зафиксировано нормативное написание названия в традиционной форме «Сана», обязательное для использования всеми советскими министерствами, ведомствами, учреждениями, предприятиями и организациями.

## География
Сана находится в глубине Йемена на горном плато на высоте 2200 м, город окружён горами.

### Климат
Климат Саны является аридным климатом (BWk по классификации Кёппена). Лето жаркое, зима мягкая, иногда бывают заморозки. За год выпадает около 200 мм осадков, почти всё — в летние месяцы.
Сана находится в низких широтах, поэтому межсезонные колебания в городе, хотя и имеются, но невелики.
| Показатель                                          | Янв. | Фев. | Март | Апр. | Май | Июнь | Июль | Авг. | Сен. | Окт. | Нояб. | Дек. | Год   |
| --------------------------------------------------- | ---- | ---- | ---- | ---- | --- | ---- | ---- | ---- | ---- | ---- | ----- | ---- | ----- |
| Абсолютный максимум, °C                             | 28   | 28   | 31   | 31   | 32  | 32   | 32   | 32   | 32   | 33   | 29    | 28   | 33    |
| Средний суточный максимум, °C                       | 22   | 23   | 24   | 24   | 26  | 28   | 28   | 27   | 26   | 23   | 22    | 21   | 25    |
| Средняя температура, °C                             | 16   | 18   | 20   | 20   | 22  | 23   | 24   | 23   | 22   | 18   | 16    | 15   | 20    |
| Средний суточный минимум, °C                        | 10   | 12   | 15   | 16   | 18  | 19   | 20   | 19   | 18   | 13   | 10    | 10   | 15    |
| Абсолютный минимум, °C                              | 1    | 2    | 7    | 8    | 7   | 11   | 8    | 7    | 8    | 3    | 1     | 0    | 0     |
| Норма осадков, мм                                   | 0    | 2    | 9,9  | 14,7 | 4,7 | 17,8 | 49,9 | 63,6 | 24   | 7,5  | 4,4   | 0    | 198,5 |
| Источник: Национальный погодный сервис, weatherbase |      |      |      |      |     |      |      |      |      |      |       |      |       |

## История

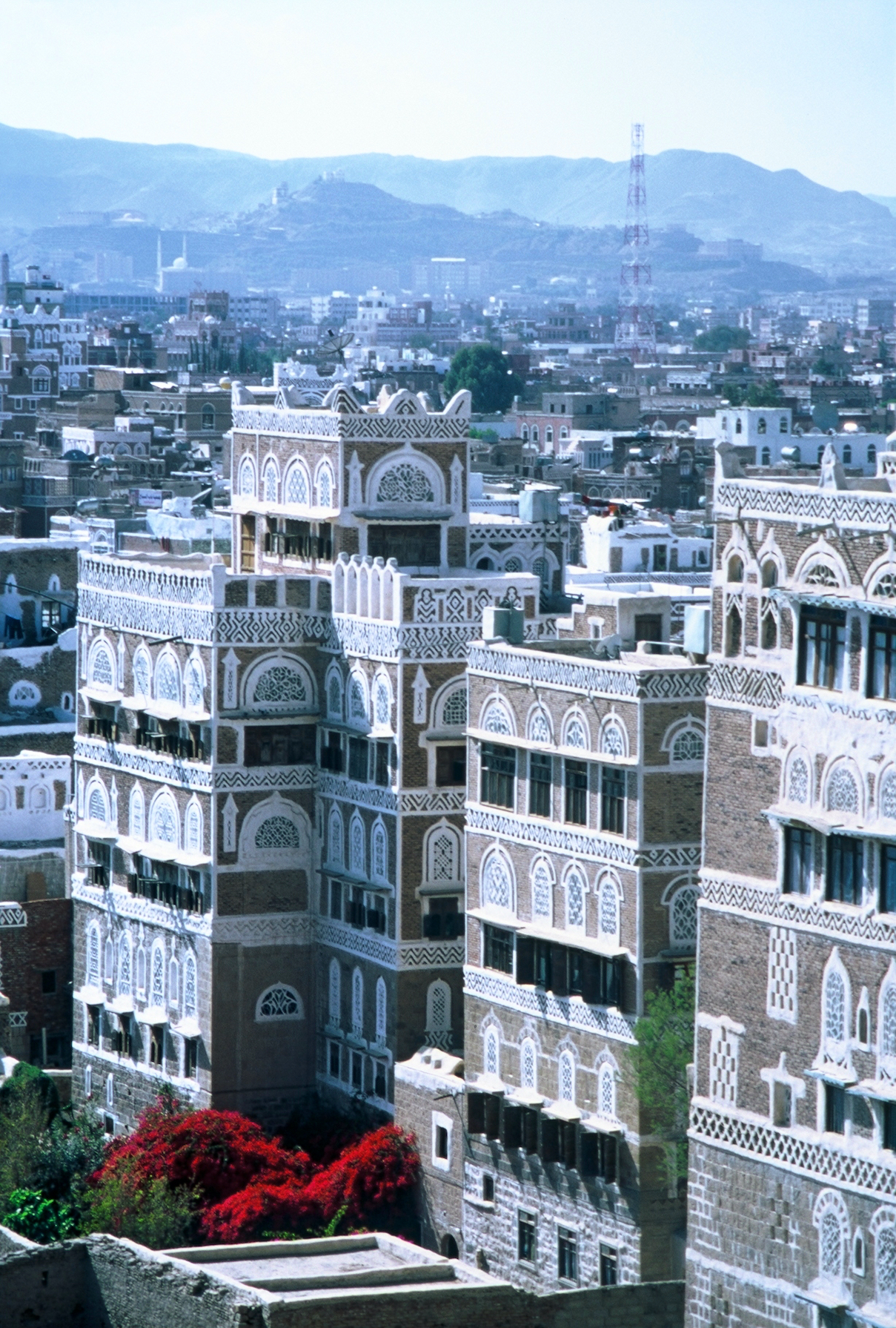
Сана

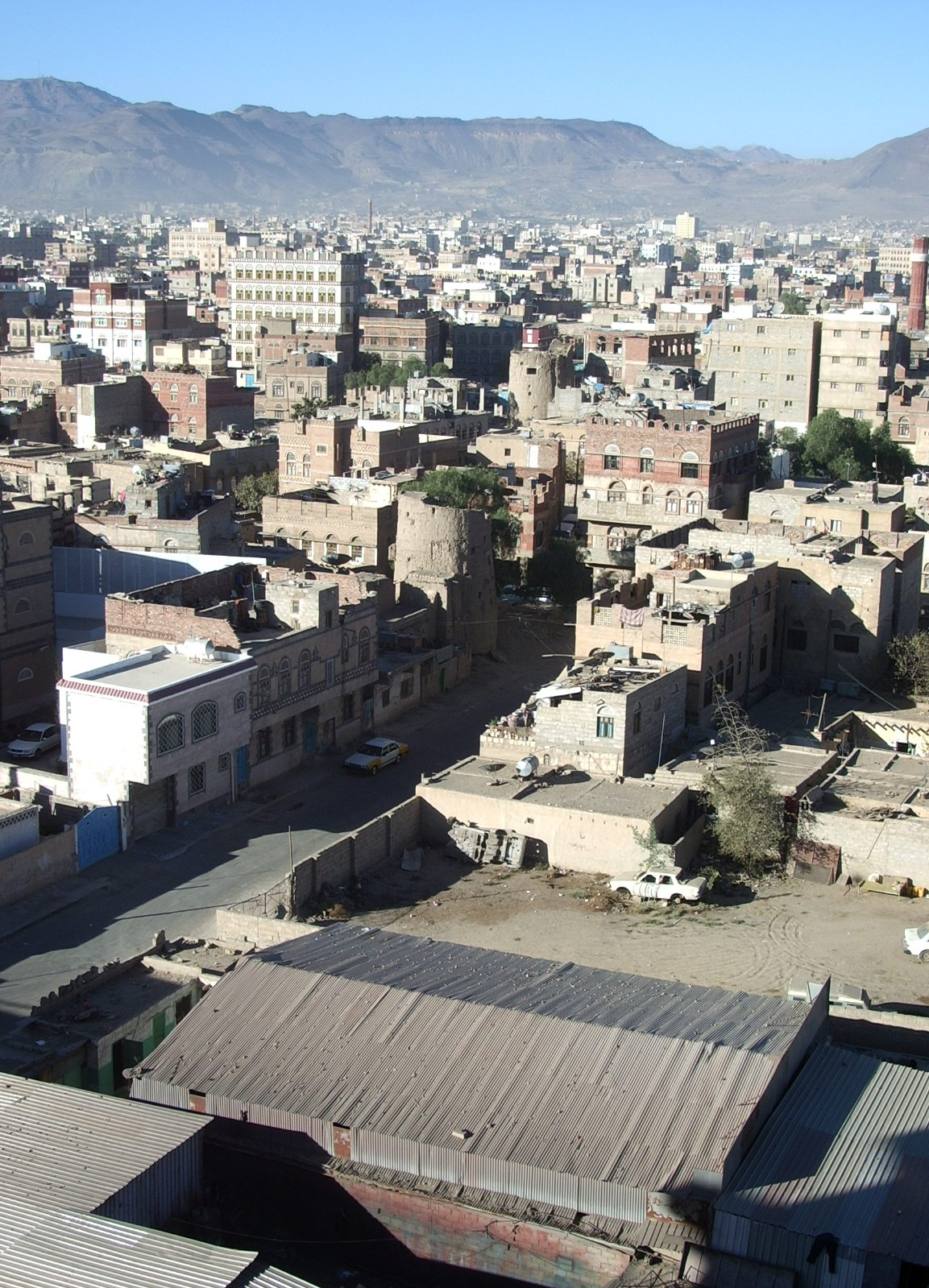
Глиняные дома в Сане

Первое упоминание о Сане относится к I веку, однако предположительно на этом месте находилось поселение ещё раньше.
В X веке Абу Мухаммад аль-Хамдани пишет, что основателем города является сабейский царь Шаир Аутар (нач. III в.), и именно он построил знаменитый дворец Гумдан.
Легенда говорит, что город основал Сим, сын библейского Ноя (Madinat Sem — город Сима), а старое название города Азал выводят от Узал — имени сына Сима.
Сана известна была как столица государства Химьяритов (с 520), и в VI веке за обладание Саной боролись армии Сасанидов и Абиссинии. В период пятидесятилетнего господства Абиссинии в Сане был построен большой кафедральный собор при поддержке византийского царя Юстиниана I, который прославился как самый большой собор к югу от Средиземного моря.
В 628 жители Йемена приняли ислам, и лично пророк Мухаммед приветствовал постройку в Сане первой мечети.
В IX—X веках Сана была столицей государства Яфуридов. В XII веке в Сане укрепилась династия Айюбидов.
В городе укрепилась власть шиитских имамов, соединяющих светскую и духовную власть. В 1517 после вмешательства египетского паши Сана приобрела статус автономного султаната, и власть имамов была ограничена.
В середине 1850-х потомственные имамы были заменены сменяемыми шейхами.
Первым европейцем, посетившим город, был Карстен Нибур в XVIII веке. Экспедиция была организована по поручению датского короля Фредерика V.
С 1872 по 1890 Сана попала под управление Османской империи. Турки начали программу модернизации города.
В конце XIX века в городе имелась крепость со сторожевыми башнями, 50 мечетей, караван-сараи, общественные купальни, сады, виноградники, город был центром оживлённой торговли, особенно кофе. В городе проживало около 30 тысяч жителей, среди них 1500 евреев. Водопровод снабжал город с горы Нокум.
Сана стала столицей имама Яхьи ибн Мухаммада (1904—1948). После убийства имама в 1948 власть принял его сын, Ахмед ибн Яхья Хамидаддин (1948—1962), который перенёс столицу Йемена в Таиз.
После его смерти в 1962 была провозглашена Арабская Республика Йемен. Конфликты привели в 1969 к гражданской войне. Египет и СССР предприняли в городе большое строительство и помогли с развитием инфраструктуры. В 1990 Йемен объединился и Сана стала столицей объединённого Йемена.
В конце 1980-х — начале 1990-х годов Старый город в Сане был отреставрирован в рамках масштабной кампании ЮНЕСКО.

### Вторжение в Йемен
В результате вторжения в Йемен коалиции под предводительством Саудовской Аравии, с 25 марта 2015 года Сана подвергается регулярным неизбирательным бомбардировкам со стороны интервентов. Под удары авиации многократно попадал Старый город — объект всемирного наследия ЮНЕСКО. Регистрировалось множество убитых и раненых мирных жителей.

## Население
| Год  | Население |
| ---- | --------- |
| 1911 | 20 000    |
| 1921 | 23 000    |
| 1931 | 25 000    |
| 1940 | 80 000    |
| 1963 | 100 000   |
| 1965 | 110 000   |

| Год  | Население |
| ---- | --------- |
| 1975 | 134 600   |
| 1981 | 280 000   |
| 1986 | 427 505   |
| 1994 | 954 448   |
| 2001 | 1 590 624 |
| 2005 | 1 937 451 |

## Экономика
Торговля: украшения, серебро, изделия из кожи, шёлк, ковры, кофе, изделия художественного промысла, ткани. Услуги. Туризм.

## Достопримечательности

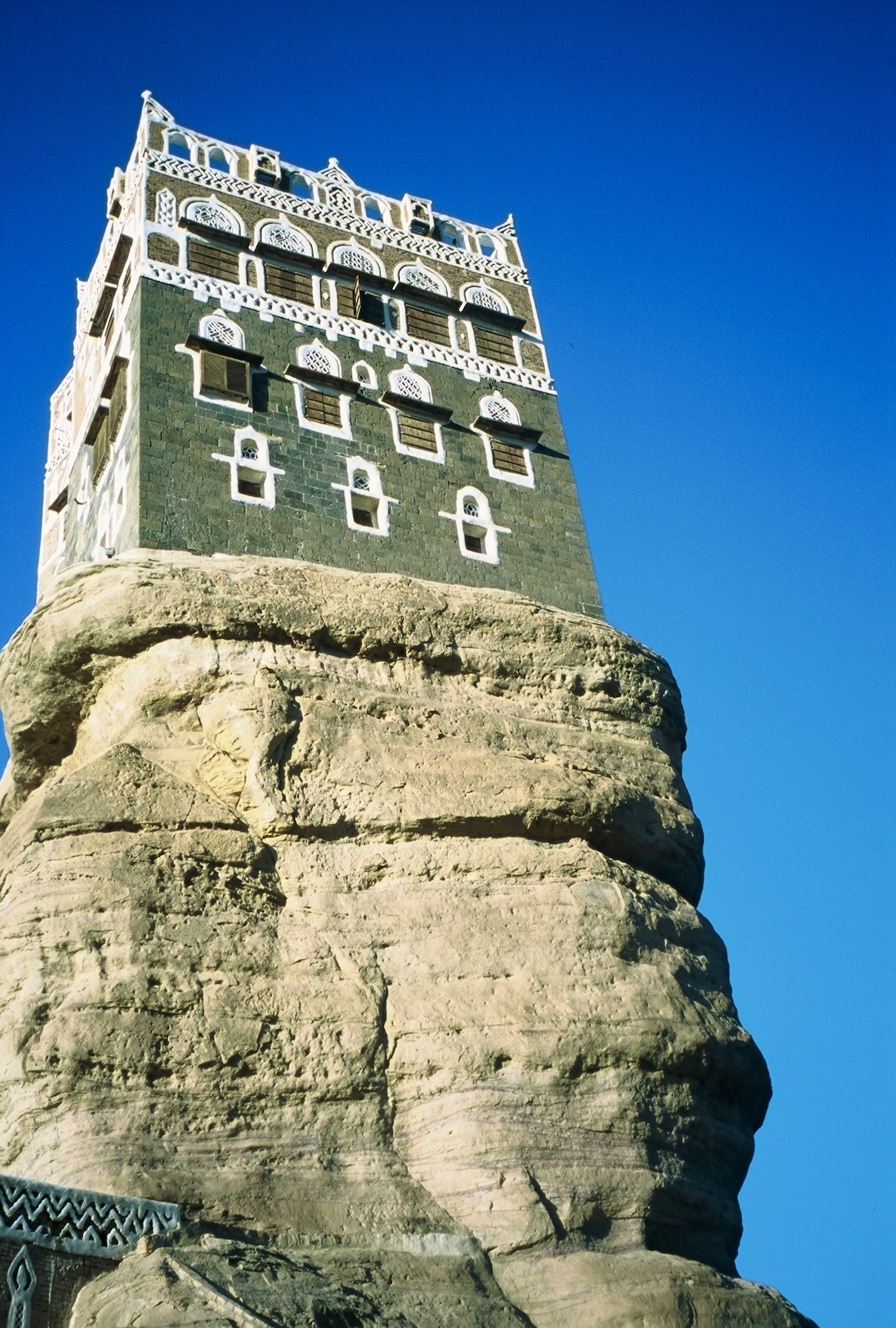
Дар аль-Хаджар — летняя резиденция имама Яхьи ибн Мухаммеда, бывшая ранее вблизи Саны, теперь находится в черте города

В городе около 50 мечетей различной величины, за что в старину Сану называли многобашенной.
- Старый город Саны имеет статус объекта всемирного наследия ЮНЕСКО[11][12]
- Баб аль-Йаман — «Ворота Йемена»
- Великая мечеть (Мечеть Аль-Джама Эль-Кабир) (VII век)
- Мечеть Салах ад-Дин (XIII или XIV век, минарет XVI века)
- Мечеть аль-Бакирийа (1597 год)
- Мечеть Талха (1619—1620 годы)
- Мечеть аль-Махди (1750—1751 годы)
- Мечеть Аль-Салех (2003—2008 годы)[13]
- Военно-исторический музей[14]
- Сук-аль-Милх (центральный рынок)[15]
- Базар Сук-аль-Кат (на востоке Старого города) — один из древнейших базаров в арабском мире
- Дома-башни
- Дар аль-Хаджар — летняя резиденция имама Яхьи ибн Мухаммеда

## Города-побратимы
- Амман, Иордания (1989)
- Анкара, Турция[16]
- Багдад, Ирак
- Душанбе, Таджикистан[17]
- Конья, Турция
- Тегеран, Иран